# والتر إف. ديلينجام
والتر إف. ديلينجام (بالإنجليزية: Walter F. Dillingham)‏ هو شخصية أعمال أمريكي، ولد في 5 أبريل 1875 في هونولولو في الولايات المتحدة، وتوفي في 22 أكتوبر 1963.